# Li (黎)
Li, Lai of Lê is een veelvoorkomende Chinese achternaam en Vietnamese achternaam in Zuid-China en Vietnam. In Guangdong en Hongkong behoort de achternaam zelfs in de top tien van de Chinese achternamen. Deze familienaam komt vooral voor in centraal en Zuid-China. In Vietnam staat de achternaam Lê in de topvier van meestvoorkomende achternamen. In het Standaardkantonees wordt het uitgesproken als "Laj" en niet "Laaj". In Hongkong en Macau wordt het in HK-romanisatie geschreven als "Lai". 
- Japans: Rei
- Vietnamees: Lê

## Bekende personen met de naam Li, Lai of Lê
- Jimmy Lai, oprichter van de Apple Daily
- Gigi Lai Chi, zangeres en TVB-actrice
- Lê Công Vinh, voetballer
- Dinh Q. Lê, Vietnamees-Amerikaans fotograaf
- Lê Đức Thọ, generaal, diplomaat en politicus
- Nguyên Lê, Vietnamees-Amerikaans jazzgitarist
- Tuan Le, Vietnamees-Amerikaans pokerspeler